# Къмгансан
Къмгансан (чосонгъл: 금강산, правопис по системата на Маккюн-Райшауер Kŭmgangsan – къмган: диамант; сан: планина) е живописна планина в югоизточната част на Северна Корея. Най-високата ѝ точка е връх Къмган (Пиробон, 1638 m). Намира се на източния бряг на Корейския полуостров, в северната част от планинската верига Тхебек (Източнокорейски планини). Дължината ѝ е около 80 km. Състои се от редица паралелни вериги, изградени предимно от гранити, които са дълбоко разчленени от гъста мрежа от каньони и речни дефилета. Планината е известна с изключително живописните и красиви гористи местности, необичайни скални форми на релефа и многочислени водопади. Това е и една от причините регионът да се обособи в специална туристическа дестинация, където не се изискват специални разрешителни за посещение от страна на южнокорейските граждани. Склоновете на планината са покрити с дъбови и смесени гори. Разработват се находища на волфрам, молибден, никел, мед, желязо.
Къмгансан се отличава с едни от най-високите валежни количества на Корейския полуостров, както и с геоложкия си състав – планината е съставена почти изцяло от гранит и диорит. Отличителна черта са множеството водопади, потоци и дълбоки езерца. Връх Чипсон (в превод от корейски – „скала на десетте хиляди форми“) също е един от най-посещаваните. През 2002 районът е обособен в специален туристически регион. Директната железопътна връзка с Южна Корея прави Къмгансан атрактивна туристическа дестинация за южнокорейските граждани. Севернокорейското правителство е разпоредило в специалния регион да се плаща само в щатски долари, като по този начин Къмгансан се превръща в източник на валута и солидни печалби за Северна Корея. Компанията Хюндай Асан, която инвестира в КНДР, планира да построи ски-курорт и голф-игрище в региона.
- Къмгансан
- Седжонбон (Sejonbong)
- Хегеумган (Haegeumgang)
- Онгрюгуан (Ongryugwan)